# Samsung Galaxy Tab 3 Lite 7.0
Tabletele din gama Tab 3 Lite au fost lansate de către Samsung în ianuarie 2014 și vin să acopere segmentul entry-level, având o configurație hardware putin mai slabă ca cele din gama Tab 3. Modelele sunt de 7 inch, cu o grosime de 9.7 mm și dimensiuni de 193.4 x 116.4, greutate 310 g. Nu prezintă camera frontală iar bateria e puțin mai mică - 3600 mah, în rest, ca aspect, sunt asemănătoare cu cele standard. Vin opțional și cu 3G incorporat. Rezoluția este de 1024x600p, camera de 2 MP, procesor dual-core 1,2 GHz, 1 GB de RAM, 6 GB spațiu de stocare și Android 4.2 Jelly Bean. 